# Nyugati harangláb
A nyugati harangláb (Aquilegia formosa) a boglárkafélék (Ranunculaceae) családjába sorolt harangláb (Aquilegia) növénynemzetség egyik faja.

## Származása, elterjedése
Észak-Amerika keleti felén honos.

## Jellemzők
Lágyszárú, párosan szárnyalt, legyező alakú levelei szórtan állnak. A hármasan összetett, zöld levélkék széle csipkés. Virágzata bog. Mérgező.

## Életmódja, termőhelye
Évelő.

## Felhasználása
Dísznövénynek termesztik; sziklakertbe is ültethető. A direkt napfényt vagy a félárnyékot kedveli.

## Alfajok, változatok
- Aquilegia formosa subsp. formosa (Fisch. ex DC.) Brühl
- Aquilegia formosa subsp. hypolasia
- Aquilegia formosa subsp. truncata (Fischer & Meyer) Baker, 1878